# Щ
Щ هو أحد حروف الأبجدية السيريلية، تستعمل عادة في الروسية لإظهار الصوت /شش/ بشكل متتابع، والصوت /شچش/ في الأوكرانية ووالروسينية، والصوت /چت/ في البلغارية. لقد كان هذا الحرف خليطا من الحرفين (Ш + Т = Щ) كسلالة تنحدر من الحرف Ш، وينحدر (أيضا) من الحرف Ⱋ ().